# Templo de Salomão (Igreja Universal do Reino de Deus)
O Templo de Salomão é uma réplica do Templo de Salomão, citado na Bíblia e a sede mundial da Igreja Universal do Reino de Deus, construída no distrito do Belém, em São Paulo, Brasil, embora seja amplamente divulgado que localiza-se no distrito do Brás, devido ao fato de estar próximo à sua divisa. 
É um dos mais visitados pontos turísticos do Brasil, ultrapassando o Cristo Redentor e o Pão de Açúcar, ambos do Rio de Janeiro. Em seu primeiro ano de funcionamento, o templo obteve mais de 2 milhões de visitas. Em 2017, ganhou um certificado de excelência pelo site TripAdvisor. Chega a receber cerca de 400 mil fiéis por mês.
A edificação foi inspirada em características da construção do Segundo Templo de Jerusalém. Esse localizava-se em Jerusalém, Israel, e fora destruído pelo general romano Tito, em 70 d.C. É um dos maiores espaços religiosos do país e teve o custo de construção de 680 milhões de reais.

## Histórico

### Construção

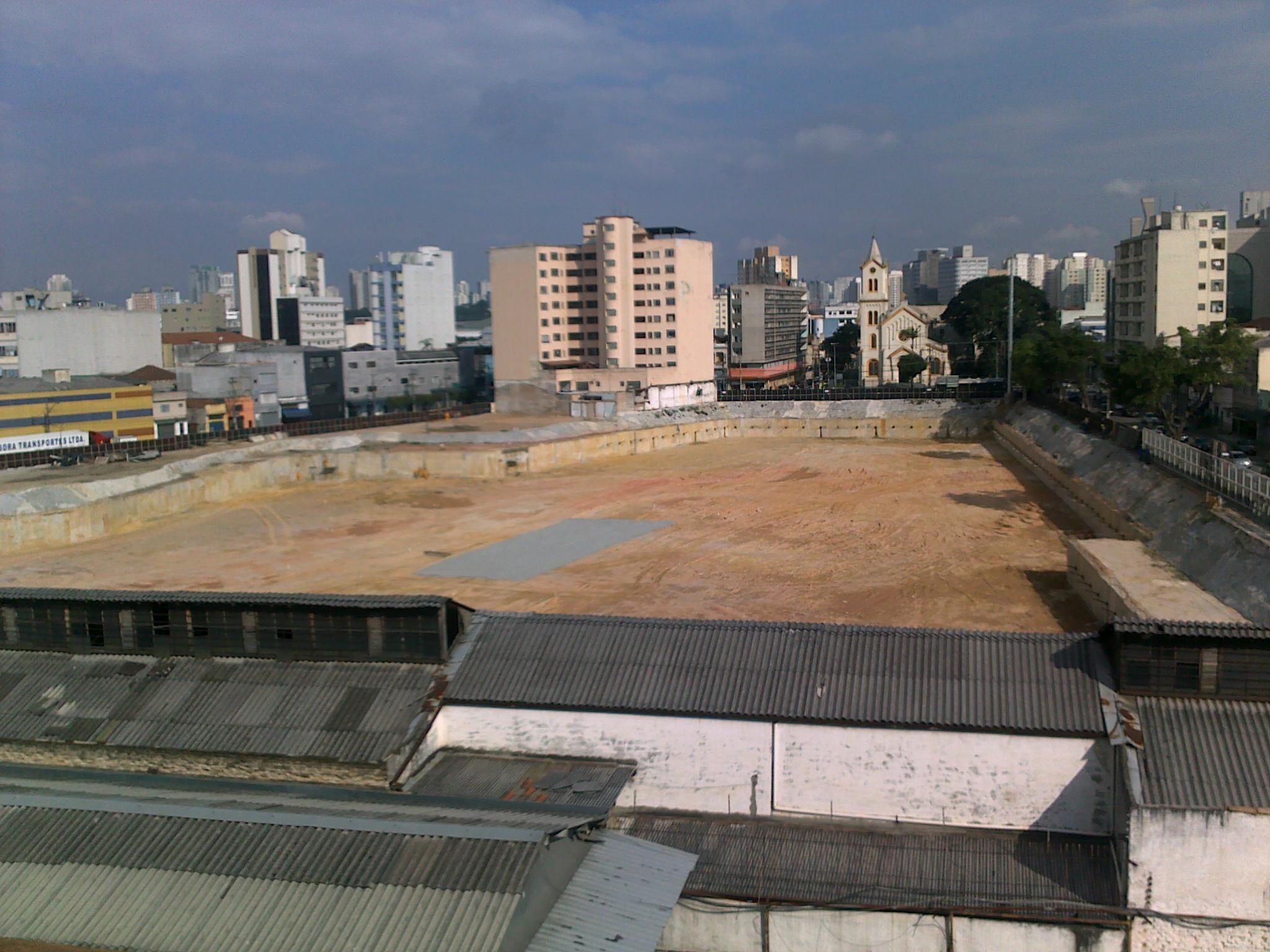
Terreno onde está localizado o templo antes do início da construção da estrutura

Antes de começar a erguer a construção no Brás, a Igreja Universal do Reino de Deus teve que fazer mais de 10 melhorias ao redor da região bem como a instalação de semáforos e equipamentos para a passagem de pedestres em diversos cruzamentos próximos do conglomerado, com rede interligada. Ainda foi necessário instalar guias rebaixadas para deficientes físicos, colocar câmeras que tem gravador de DVD interligado ao sistema de controle da CET, iluminação específica nas faixas de pedestres em alguns cruzamentos, melhoramento e implementação de sinalização no solo das vias no local e também sinalização de placas, além de gradil para guiar os pedestres às faixas. A igreja fez um convênio constante, para estacionamento de 50 ônibus fretados na região. A construção foi auditada pela Jones Lang LaSalle.
O dano no trânsito não está relacionado apenas nas vias no entorno da igreja, mas as ruas que estão localizadas bem próximos e também o transporte público, de acordo com especialistas em trânsito da cidade. "As medidas recomendadas pela CET vão dar segurança exata nas vias ao lado da nova igreja. Mas os pontos próximos terão problemas", segundo análise do engenheiro de tráfego e ex-técnico da companhia Alexandre Zum Winkel. Ele mostra que o maior impacto será nos horários de começo e término dos cultos e os gargalos vão ter reflexos pela região local. "Na Celso Garcia, não passa mais do que 800 veículos por hora e por faixa num semáforo. Imagina quando o volume de veículos crescer, com o pessoal indo para os cultos. Ficará travado, a não ser que se faça uma operação especial nas redondezas e se deixe os semáforos abertos", diz o consultor especialista Horácio Figueira.

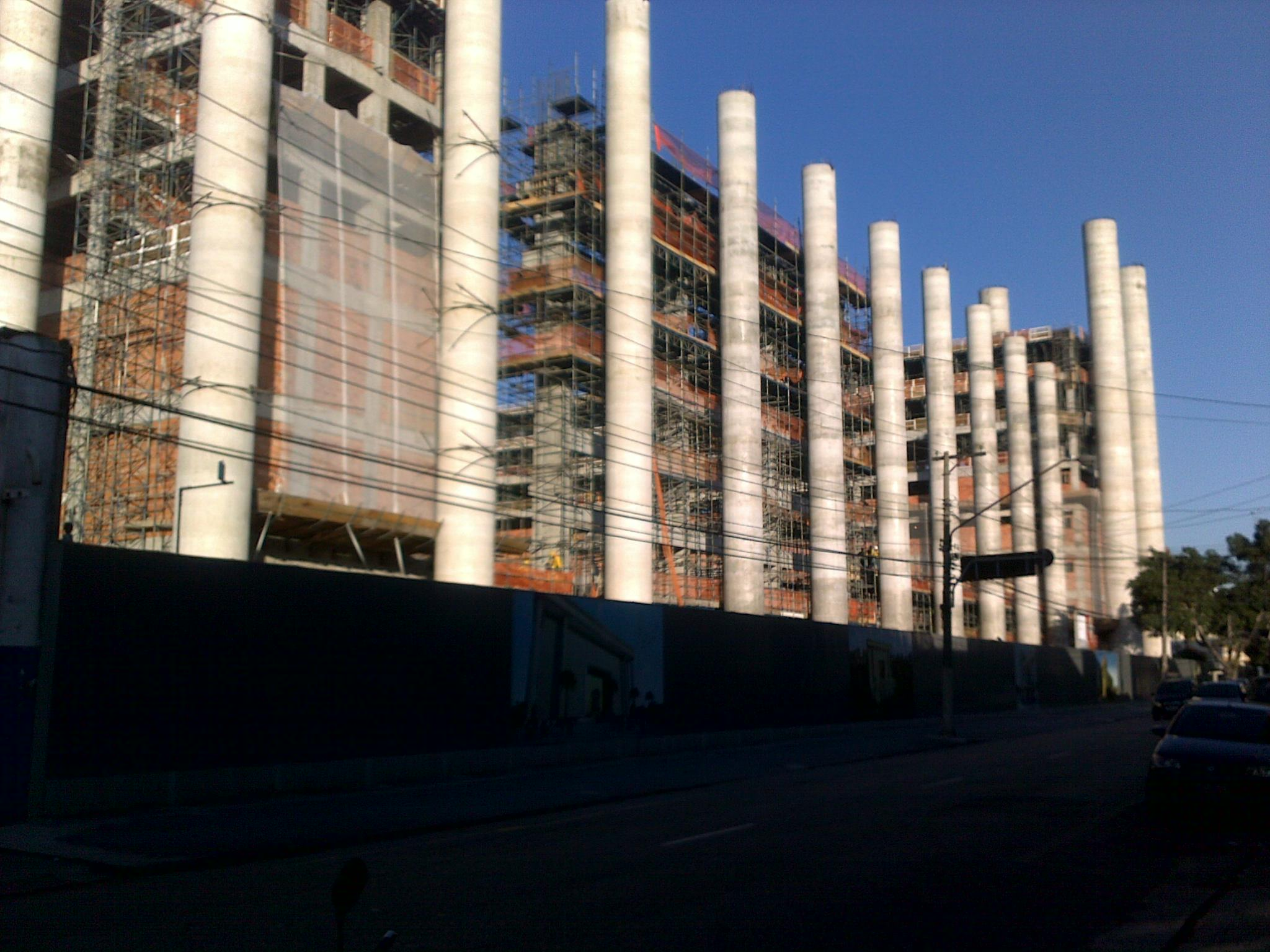
Construção do templo em 28 de maio de 2012

Em 8 de agosto de 2010, o bispo Edir Macedo reuniu milhares de pessoas no terreno do templo, onde foi feita uma reunião com o objetivo de lançar a pedra fundamental do projeto do templo. Na mesma semana, o Bispo lançou duas contas bancárias para os que quisessem fazer suas doações em prol da construção. Em 28 do mesmo mês, o prefeito da cidade de São Paulo, Gilberto Kassab, assinou o decreto de R$ 15,7 milhões destinados a reformas urbanas para os bairros da Lapa e no Brás. E que isso não irá atrapalhar as construções no local. No site oficial do templo, foi possível ver a construção ao vivo durante 24 horas por dia.

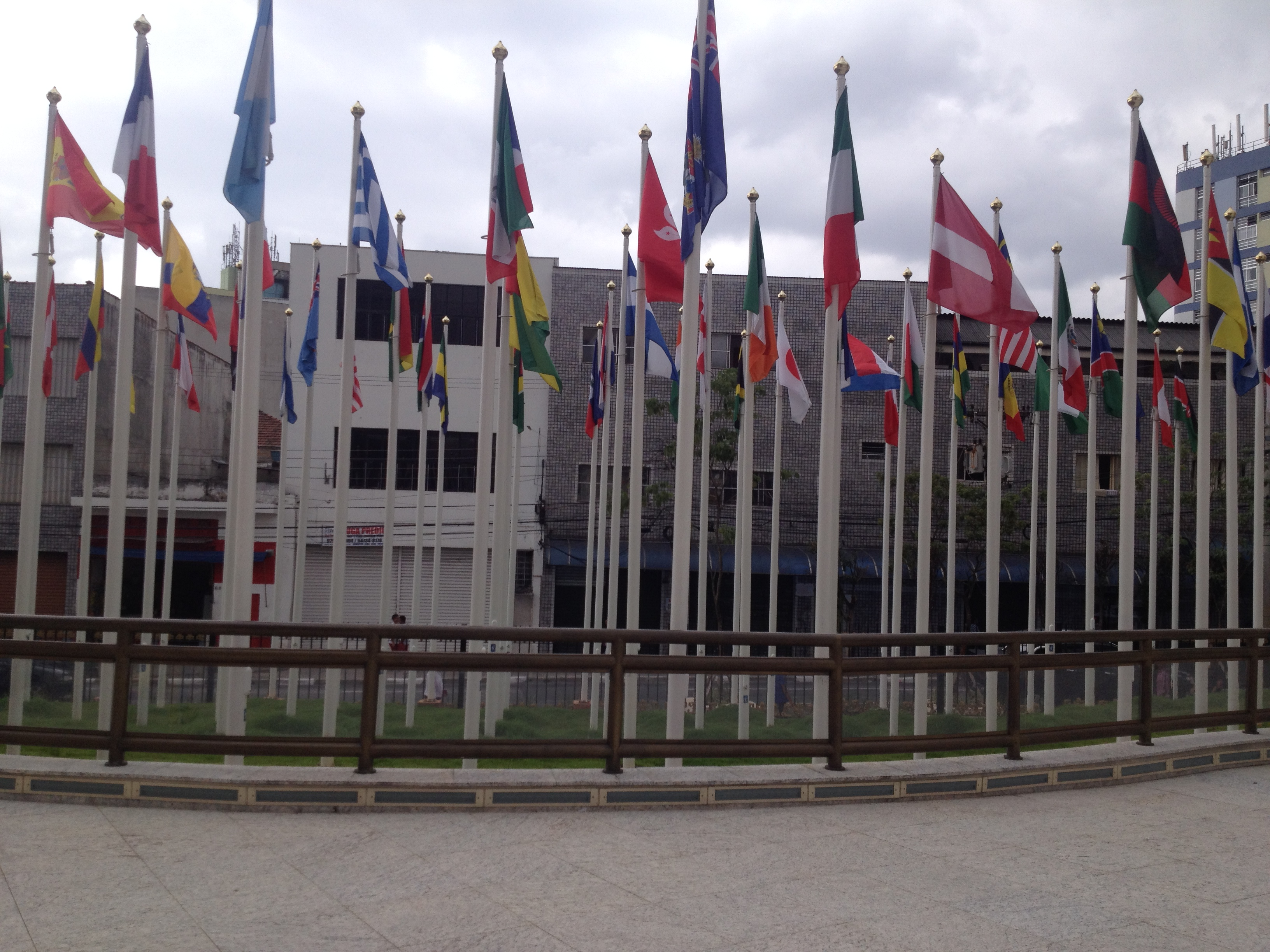
Esplanada do Templo, onde se encontram mais de 100 bandeiras de vários países do mundo

Em julho de 2012 a Igreja fez uma campanha na rádio, TV e pela Internet a fim de arrecadar fundos para a construção. Os recursos foram vindos de várias partes do Brasil e do mundo, fiéis da igreja ou não.
Em 2013 foram iniciadas as colocações das pedras vindas de Israel. Vários tipos de modelos foram colocados a Taltishe, que mede cerca de 25x50x3cm, irá revestir aproximadamente 19 mil metros quadrados. Para fazer o piso interno, foi usado a pedra Brushed Stone, no tamanho 80x80cm. As colunas receberam a rocha chamada de Matabeh, que mede 50x100x3cm, que irá intercalar partes com cortes rústicos com polidas.
A construção causou uma inflação nos preços dos imóveis ao redor do templo. Um estacionamento de esquina, com 7 000 metros de área, está sendo negociado por 12 milhões de reais. A IURD já comprou trinta das quarenta unidades do Edifício Vidago, localizado na Avenida Celso Garcia. Em 2007, a igreja pagou 95 000 reais por um apartamento de 90 metros quadrados no prédio. Em 2011, desembolsou 470 000 por outro com os mesmos tamanhos. As últimas unidades foram pedidos por 2 milhões.
Durante o fim da construção do templo, a obra foi visitada por Rafael Eldad, embaixador de Israel no Brasil. "É uma obra maravilhosa. Quatro anos é muito pouco tempo para construir algo tão grandioso, com tantos detalhes. É grande, grande, grande como o Brasil. Não tenho palavras", afirmou Rafael Eldad. Para a inauguração do templo a igreja propôs o "Jejum de Jesus", um jejum de informações seculares como televisão, rádio e internet, durante 40 dias.
Segundo Edir Macedo, o objetivo da réplica é puramente espiritual: "Que as pessoas vejam a Santidade de Deus. A minha intenção é que quem ali pisar sinta o respeito, o temor e a reverência ao nosso Senhor". Segundo Macedo, a obra foi erguida também para proporcionar aos cristãos a oportunidade de estar em um pedaço de Israel no Brasil.

### Inauguração

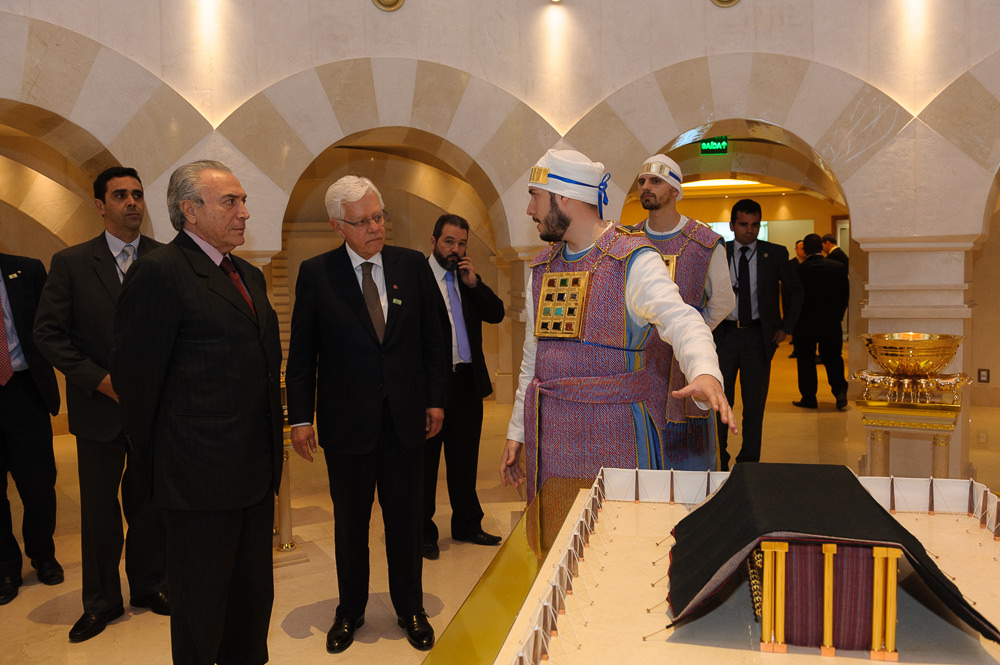
Michel Temer, então vice-presidente, durante a inauguração

A cerimônia de inauguração do templo foi feita em 31 de julho de 2014, e contou com a presença da então presidente Dilma Rousseff e seu vice Michel Temer, o então governador do estado de São Paulo Geraldo Alckmin e o então prefeito da capital paulista Fernando Haddad, entre outras autoridades. Dois mil pastores de outras denominações também compareceram no dia 31 de julho. Estiveram também na inauguração o ministro Marco Aurélio Mello do Supremo Tribunal Federal; a presidente do Superior Tribunal Militar, Elizabeth Teixeira Rocha; o diretor da Polícia Federal, Leandro Daiello Coimbra; o presidente do banco Bradesco, Luiz Carlos Trabuco Cappi; o cônsul-geral de Israel, Yoel Barnea; membros da comunidade judaica e inclusive outros governadores, deputados federais, estaduais, vereadores e prefeitos de vários lugares do Brasil. Os presidentes das emissoras Band, Record, SBT e RedeTV! também compareceram ao evento com bispos e pastores da IURD. A transmissão por radiodifusão ficou restrita apenas aos veículos ligados à igreja, às emissoras de televisão Rede Record e Record News, TV Universal e o jornal Folha Universal. Dia 19 de julho foi feita a consagração do local.
Segundo uma reportagem feita pelo programa Domingo Espetacular, o Templo, em dois meses de inauguração, já recebeu mais de 1 milhão de visitantes vindo de vários estados do Brasil e várias partes do mundo.
Em 19 de julho de 2014, foi feita uma sagrada reunião de consagração do Templo, pela parte da manhã. No santuário participaram apenas bispos e pastores do mundo inteiro, os levitas e um número pequeno de membros da Igreja.

## Características

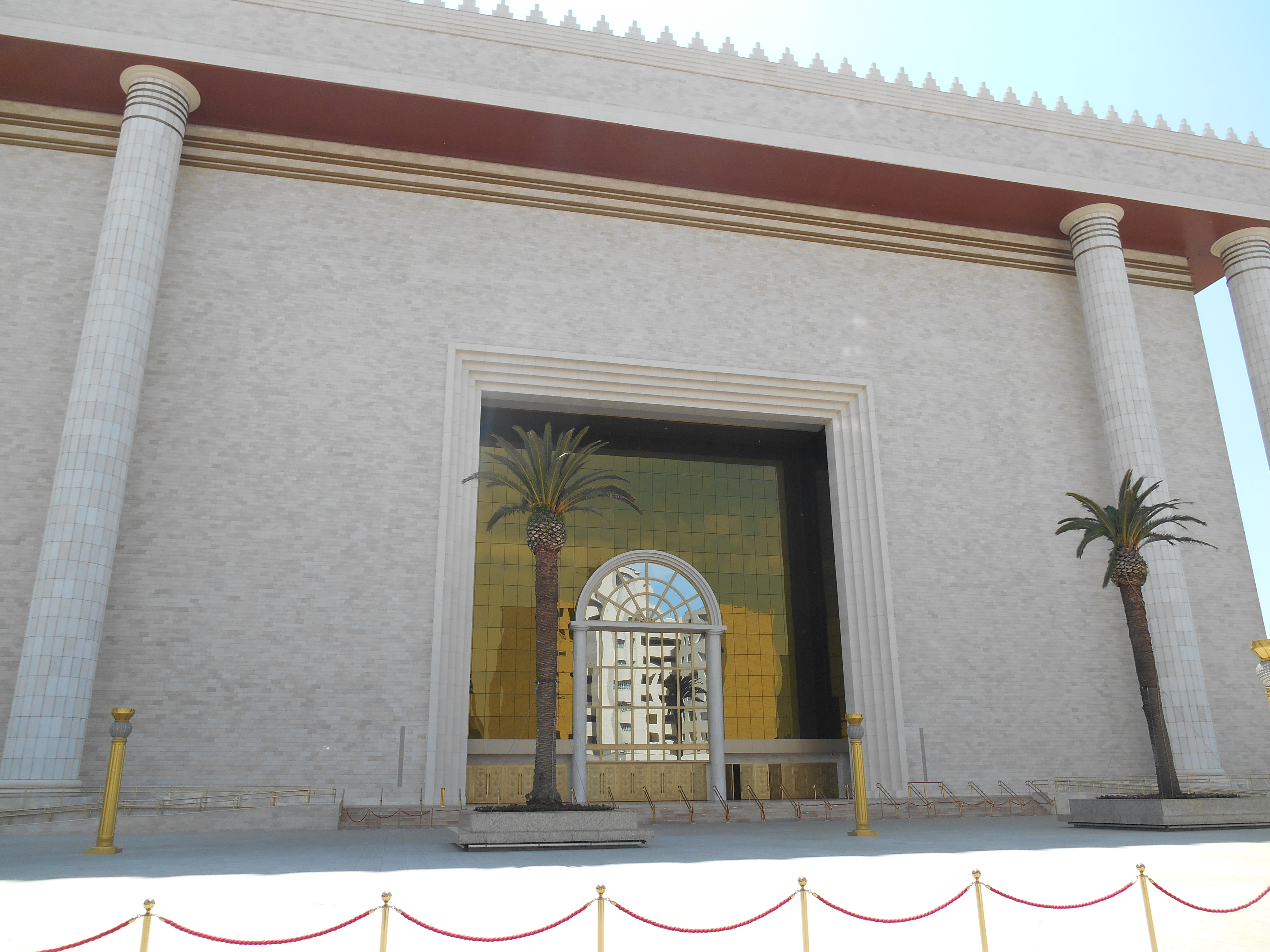
Esplanada e fachada do edifício

Sua capacidade é de mais de dez mil pessoas na nave principal ou santuário, bem com uma área de 70 mil m2, o equivalente a 16 campos de futebol. O altar e a fachada do templo foram feitos com pedras nativas de Israel. A construção consumiu mais de 28 mil m³ de concreto e duas mil toneladas de aço, o bastante para construir duas vezes o Palácio do Planalto que é a sede do gabinete presidencial localizado na cidade de Brasília. As medidas e arquitetura do templo são com base nas orientações bíblicas.
O Templo de Salomão conta com 126 metros de comprimento, 104 metros de largura, 55 metros de altura com dois subsolos, que corresponde a de um prédio de 18 andares, quase duas vezes a altura da estátua do Cristo Redentor. E o templo tem 36 salas de Escola Bíblica Infantil (EBI) com capacidade para receber aproximadamente 1 300 crianças, estúdios de televisão e rádio, auditório para 500 pessoas e estacionamento para dois mil carros. Além de 59 apartamentos do tipo quitinetes, 12 apartamentos com uma suíte e 13 de duas suítes para abrigar pastores e bispos da instituição. "Este empreendimento é arrojado e empregou tecnologia de ponta para que, quando as pessoas entrarem no local, viajem pelo tempo e sintam-se como se estivessem no primeiro templo construído por Salomão", disse, em entrevista, Rogério Silva de Araújo, arquiteto responsável pela obra.
A igreja ocupa quase um quarteirão inteiro da Avenida Celso Garcia, onde para a construção foram comprados 24 imóveis nesse mesmo local e nas Ruas João Boemer e Júlio César da Silva. A atual igreja do Brás que cabe cerca de 4 mil pessoas sentadas, pode se transformar em uma outra área ainda não definida pela igreja.
| “ | O local não será de ouro, mas as riquezas de detalhes empregados em cada parte do templo serão muito parecidas com os do antigo santuário. | ” |

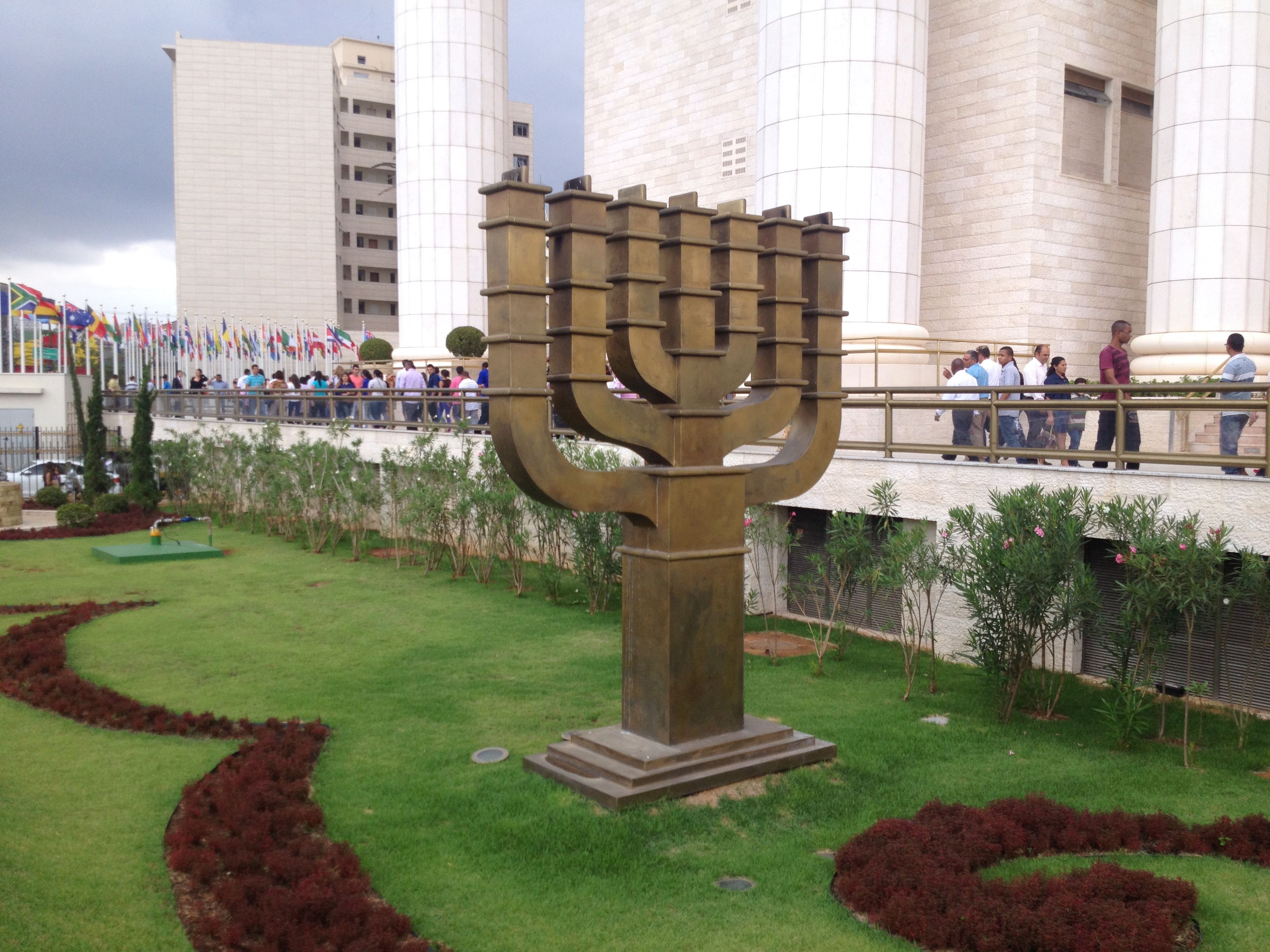
Menorá nos jardins do templo

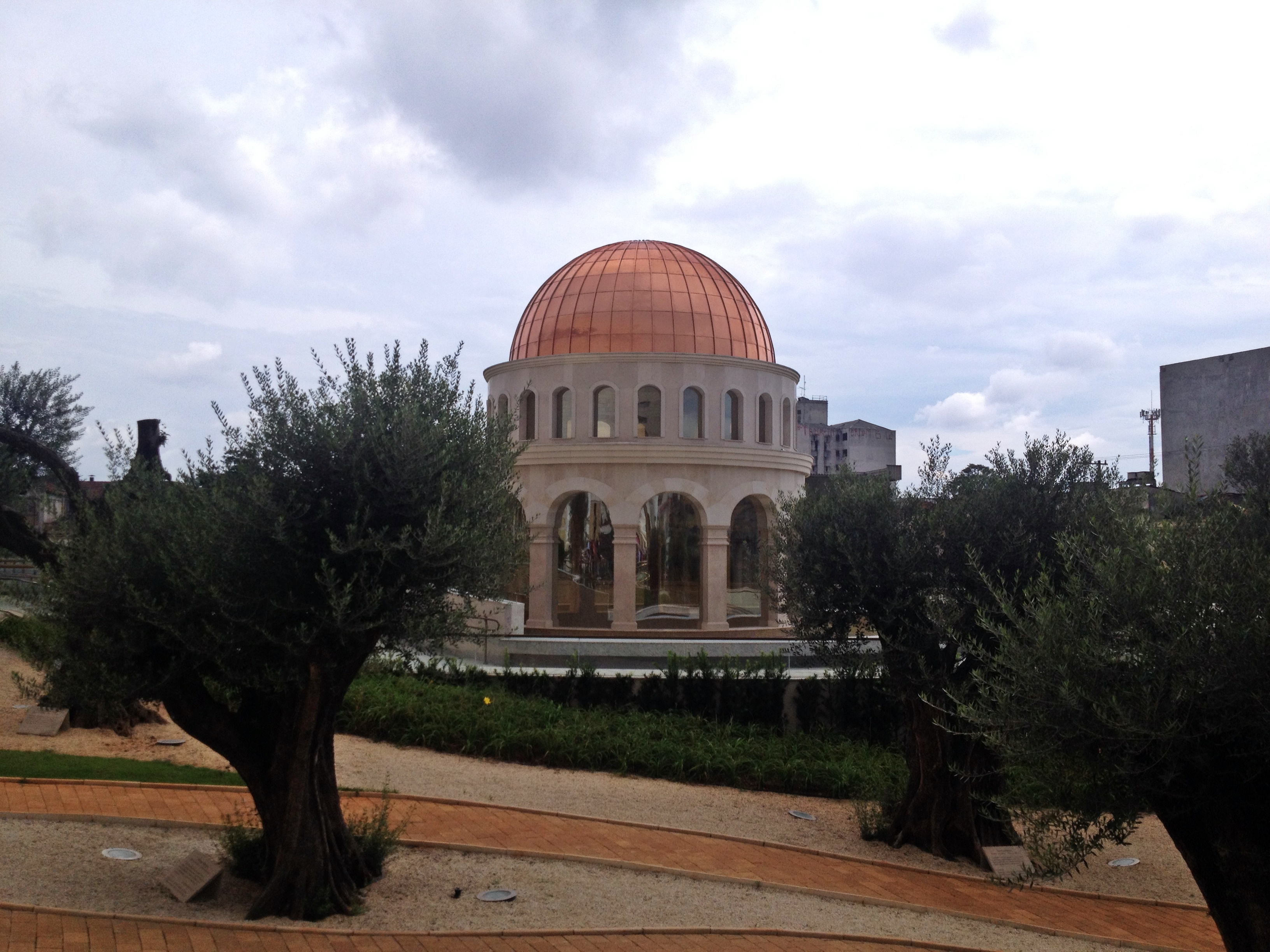
O "Jardim Bíblico", com árvores de mais de 300 anos e o Cenáculo

A construção foi projetada para causar o menor impacto possível ao meio ambiente, e foi erguida com materiais já reutilizados, que proporcionarão um melhor uso da energia e água, possibilitando a reutilização delas. Além disso, Macedo diz ainda que a igreja terá um memorial com 250 metros quadrados que poderá ser usado como um espaço para exposições e eventos diversos. "A ideia seria contar ali não só a história da Igreja, mas também explicar um pouco do funcionamento do templo como obra de engenharia", diz Edir. "Ao derredor do templo, será somente possível a passagem de pedestres, fazendo assim que a igreja se destaque pois está somente entre as paisagens", dizem os construtores responsáveis pelo projeto. Uma Arca da Aliança de efeito tridimensional feita de ouro foi colocada no meio do altar. A arca, quando aberta, revela o batistério, com 100 metros quadrados de vitrais dourados. Acima do altar e da Arca da Aliança foi colocada a inscrição "Santidade ao Senhor", frase que na época do Primeiro Templo era colocada na frente das vestes dos sacerdotes. Sobre o altar e à frente da arca há a sobreposição de um véu vermelho dividido ao meio, que simboliza o véu do Templo rasgado através do sacrifício de Jesus Cristo (Yeshua).
As poltronas do templo foram trazidas da Espanha para acomodar um público de 10 mil pessoas e teve o custo de 2.200 reais cada e ao todo custaram 22 milhões, mármore rosa italiano e 12 oliveiras de mais de trezentos anos que vieram do Uruguai para reproduzir o Getsêmani do Monte das Oliveiras. Contém 10 000 lâmpadas de LED instaladas no teto da nave principal, que tem pé-direito de 18 metros. Cada uma das 10 mil lâmpadas são direcionadas para uma das 10 mil pessoas que assistem aos cultos. Nas paredes laterais da nave, existem 12 menorás que pesam 300 quilos cada e tem 5 metros de altura.
O espaço possui também o Cenáculo, que dentro conta com um museu que traz a história dos Templos antigos, com cópias dos artefatos originais, para que os visitantes sintam-se como se estivessem nos tempos bíblicos. O lugar conta também a história da construção da igreja da IURD.
O Templo está no site oficial da prefeitura da cidade de São Paulo como um dos principais pontos turísticos da cidade.
Apesar de ter sido amplamente noticiado que o Templo de Salomão é a maior igreja do Brasil e sua área construída seria quatro vezes maior que o Santuário de Aparecida, essa informação não é verdadeira: a área construída do Santuário de Aparecida é de 143 mil m² e a do templo de 100 mil m². Assim, o chamado “Templo de Salomão”, somando todo o seu complexo, incluindo os pisos superiores com diversas instalações e a área de estacionamento é quatro vezes maior se comparado apenas com o pavimento térreo da Basílica, de 25 mil m², e não com todo o Santuário. Apesar disso, a igreja é maior que a Catedral Metropolitana de São Paulo (exceto pela altura).
Foram usadas nas paredes e no piso pedras vindas de Israel. Durante quatro anos, quarenta mil metros quadrados de pedras foram trazidas de uma pedreira em Hebrom, o mesmo local que foram extraídas as dos antigos templos, sempre despachadas do Porto de Asdode pelo mar Mediterrâneo, numa viagem de trinta dias até São Paulo. Na Esplanada do templo, há quatro tamareiras de quinze metros de altura, que servem de sentinela aos visitantes. O Cenáculo tem um espelho d'água, onde conta a história do povo judeu e também dos templos que um dia foram erguidos em Jerusalém. O teto redondo tem um significado que simboliza o Monte Moriá. No seu centro, está exposta, em miniatura, uma maquete do Tabernáculo. Ao redor dela, estão as doze colunas. De um lado, estão elementos do Tabernáculo e do próprio Templo. Do outro, doze brasões representando as doze tribos de Israel. A obra foi de um artista israelense.
No terreno anexo, há uma réplica do Tabernáculo, com as medidas descritas na Bíblia. Foram usados o átrio, as colunas, as tábuas, as elevações, as coberturas, o altar entre outros. No seu interior, um menorá, a mesa de pães, o altar de incenso e o véu.

## Repercussão

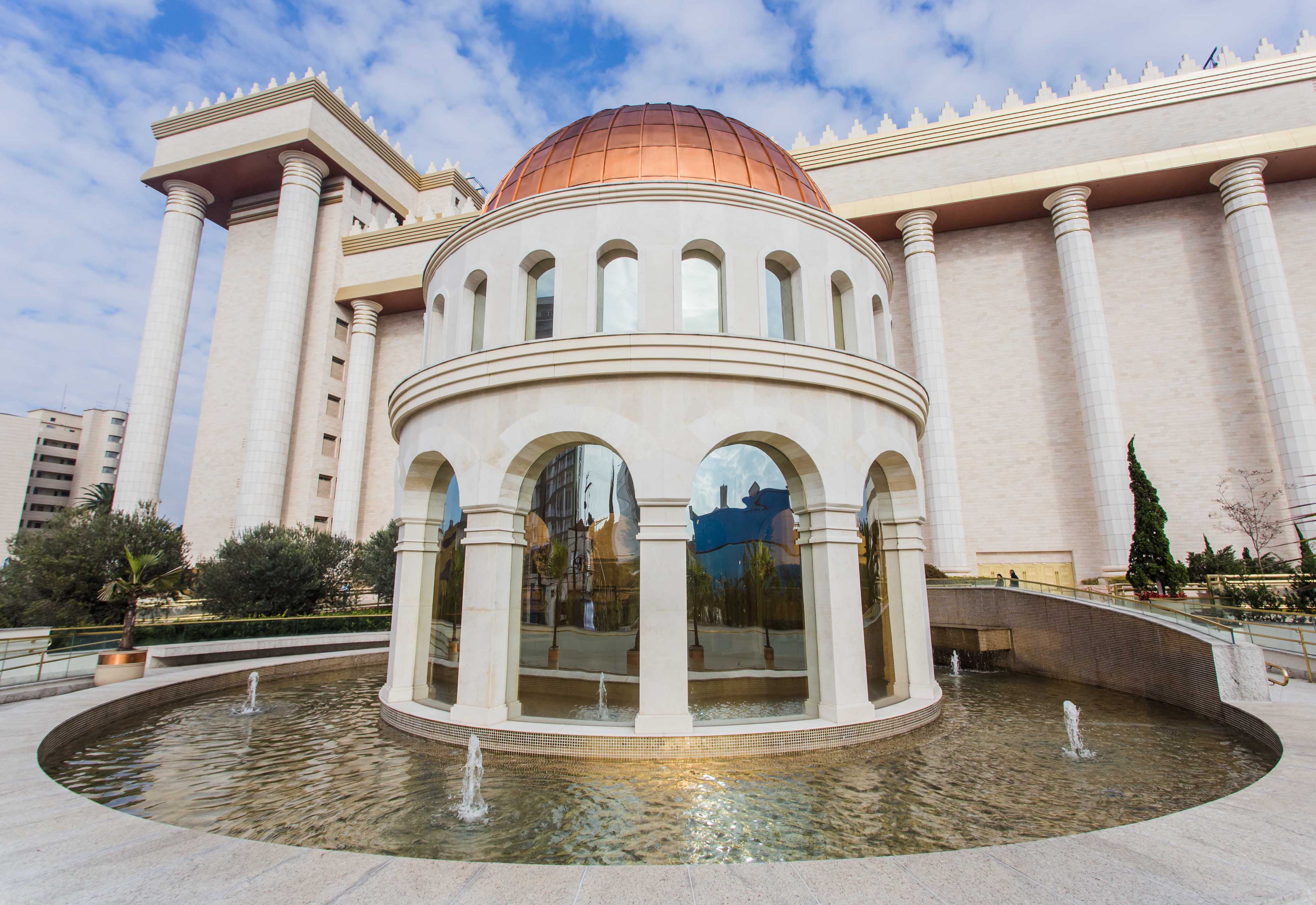
O Cenáculo do Templo de Salomão abriga em seu subsolo um museu contando a história de Israel nos tempos bíblicos

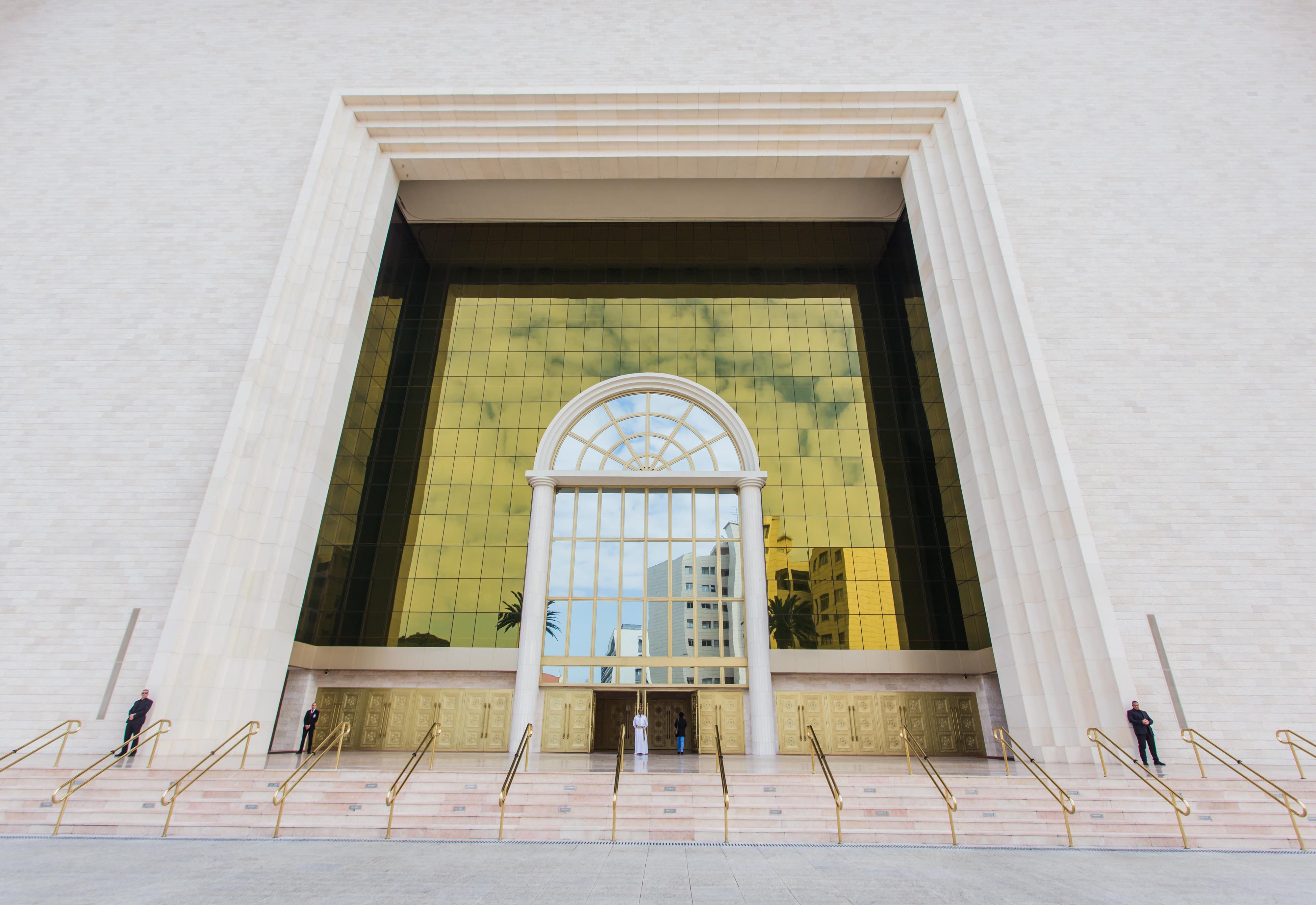
Entrada principal do Templo

A construção do templo gerou repercussão na mídia fora do Brasil, como o jornal britânico The Guardian ressaltando a grandeza da obra e com comparações ao Cristo Redentor, dizendo que a igreja deixará a estátua do Rio de Janeiro "na sombra". Já o jornal The New York Times, dos Estados Unidos, concordou com a opinião da Juventude Judaica Organizada em São Paulo que disse que, ao promover as tradições judaicas, o projeto pode ajudar no combate ao antissemitismo.
Anos após, o mesmo The New York Times disse numa matéria que o templo, em comparação ao Cristo Redentor do Rio de Janeiro, que tem apenas metade da altura, "faz parecer um enfeite em comparação". "O monumental templo será um poderoso cartão postal tanto do Brasil como epicentro do pentecostalismo mundial, quanto da Igreja Universal como a principal congregação a desafiar a Igreja Católica no país", afirmou ao jornal R. Andrew Chesnut, da Universidade Commonwealth de Virginia. "Macedo foi um dos pioneiros em unir símbolos e rituais ligados ao Antigo Testamento e do Judaísmo como sustentáculos para a criação de uma igreja capaz de capturar os corações e mentes", afirma o site.
No Brasil, o apresentador Silvio Santos mostrou em seu programa dominical no SBT uma matéria sobre o templo. De acordo com Silvio, a obra é "extraordinária" e que "vai se tornar o ponto turístico número 1 de São Paulo".

## Críticas e controvérsias
Valdemiro Santiago, líder da Igreja Mundial do Poder de Deus e ex-integrante da IURD, disse que o evangelho no Brasil não é tratado como deveria se tratar e disse claramente as críticas ao Templo e a Edir Macedo: "Eu vou ganhar almas, não vou gastar dinheiro com templo de Salomão e 'Querubins', eu preciso levar o evangelho e a televisão é cara", e finaliza que ele não quer aplausos de autoridades e nem templo de Salomão, mas somente reformar o lugar da sede da Igreja Mundial. E que nunca iria colocar um "leão de ouro" em cima de uma igreja, mas sim cuidar das pessoas que estão sofrendo e que os fiéis aplaudem o nome de Jesus Cristo e não o nome de Valdemiro Santiago.
Apesar de Ricardo Berkienstat, o vice-presidente executivo da Federação Israelita do Estado de São Paulo (Fisesp), ter declarado que se sente "lisonjeado" pela construção do edifício, rabinos ortodoxos classificaram o uso de símbolos do judaísmo como apropriação cultural e sincretismo religioso. A artista israelense Yael Bartana produziu um filme onde mostra a destruição do Templo, como uma maneira de criticar a fusão cultural provocada pela religião, que tem adotado cada vez mais símbolos do judaísmo em igrejas cristãs. O mesmo foi mostrado na 31ª Bienal de Artes de São Paulo.

### Custo
A igreja Universal publicou uma nota contrariando uma matéria publicada pelo site Gospel +, que afirmava que o custo do templo chegava a aproximadamente 1 bilhão de reais. A IURD, no entanto, afirma que tal informação é incorreta e diz que o custo da obra foi de 400 milhões de reais. O custo total do empreendimento chegou a 680 milhões de reais.
Originalmente, tal valor distorcido foi difundido pelo portal UOL, que se corrigiu, assumiu o erro publicamente e declarou que "publicou a informação sem confirmar, o que pode ter acarretado possíveis transtornos", diz Flávio Ricco do portal UOL.

### Construção
A construção do edifício foi investigada pela Secretaria da Fazenda do Estado de São Paulo e pela Receita Federal por causa de 40 000 metros quadrados de pedras vindas da antiga capital do reino de Davi, Hebrom, em Israel. O Estado cobrou um total de 1,8 milhão de reais de ICMS e 615 mil reais em outros impostos, entre eles o IPI. Segundo a IURD, são rochas sagradas. De clara coloração, e é trazido a sua semelhança com as do Muro das Lamentações, lugar sagrado por judeus em Jerusalém. As pedras colocadas terão um acabamento lapidado, menos rústico e poroso. Sua importação custou cerca de 10 milhões de reais, e revestirão as colunas e a fachada do lado externo do templo, o corredor central e o altar no interior do novo templo também serão revestidos. A função é deixar que as pessoas toquem nas pedras durante suas orações, igual o que acontece no Muro das Lamentações.
Em intensas ações judiciais a IURD venceu e perdeu diversas desses processos. Suas derrotas ocorreram principalmente na esfera da Secretaria da Fazenda. Os advogados da Universal não conseguiram fazer que a Justiça tirasse o ICMS da obra. Em audiência que ocorreu em novembro de 2012, o desembargador Torres de Carvalho não aceitou o pedido de isenção com a seguinte justificativa: "Não me convenci de que o revestimento do templo com pedras especiais vindas de Israel, com todo o respeito que a crença religiosa mereça, seja essencial para o atendimento dos objetivos da Universal conforme consta em seu estatuto social". Houve o entendimento que, caso comprasse o revestimento no Brasil, a Universal pagaria o ICMS, uma vez que o imposto está embutido no valor final da mercadoria. Contudo esse tipo de entendimento não é unânime na área jurídica. Para o advogado tributarista Miguel Silva, do escritório Miguel Silva & Yamashita, a Universal tem chances de vitória. "Não cabe ao agente fiscal discutir a fé que a Carta Magna protege", afirma o advogado. Em nota oficial a igreja disse: "Estamos confiantes em que prevalecerá no Poder Judiciário a liberdade de culto prevista na lei". Algumas organizações judaicas do mundo classificaram a obra como "blasfêmia". A artista israelense Yael Bartana fez uma paráfrase em 2013 ao Templo de Salomão no filme Inferno, onde ele é implodido e sofre um incêndio. A igreja afirmou que não vê o filme como uma crítica.
De acordo com a Promotoria de Justiça, Habitação e Urbanismo do Ministério Público de São Paulo, o Templo foi construído com alvará de reforma, e não de construção. Tal permissão foi feita em 22 de outubro de 2008. A possível irregularidade fez com que a construção de cinco mil metros quadrados não pagasse uma alíquota de 5% do valor da obra, de 680 milhões de reais, que chega aos 35 milhões de reais, para fazer melhorias viárias ao redor da igreja. De acordo com outra investigação do Ministério Público cerca de 600 metros cúbicos de terras possivelmente contaminadas foram jogadas no terreno do campus da USP Leste de maneira irregular.